# 播磨空港
座標: 北緯34度54分23.23秒 東経134度41分37.09秒 / 北緯34.9064528度 東経134.6936361度
播磨空港（はりまくうこう）は、兵庫県姫路市北部付近一帯（旧夢前町・旧香寺町含む）に1980年代から2000年代に建設が計画されていた空港。

## 概要
1980年代、姫路市北部の丘陵一帯に空港を造成する機運が高まり、兵庫県と姫路市が取りまとめた空港計画は、1991年に国がまとめた第6次空港整備5か年計画に盛りこまれることとなった。この時点の計画は、2,000mの滑走路1本によるコミューター機用の飛行場である。しかし1990年代を通じてバブル景気の減退による不況、公共事業見直しの機運の高まり、建設に反対する住民運動などの中で空港建設は具体化することはなく、加えて1999年に神戸空港の建設工事が着工されると、距離が近く規模の小さい播磨空港が完成しても競争力が弱いことは火を見るよりも明らかになった。2002年5月、兵庫県知事は播磨空港を第6次空港整備5か年計画に盛り込むことを断念、計画は事実上白紙となった。2010年代、空港計画が予定された一帯には民間業者の手によりメガソーラー発電所の設置計画が立てられている。